# William Dray
William Herbert Dray, född den 23 juni 1921 i Montréal, död den 6 augusti 2009 i Toronto, var en kanadensisk historiefilosof.
Dray var vid sin död professor emeritus vid universitetet i Ottawa. Han var känd för sin version av antipositivistiskt Verstehen inom historien, beskrivet i Laws and Explanation in History, och för sitt verk om R.G. Collingwood.